# II-52
Die II-52 (bulgarisch Републикански път ІІ-52 Republikanski pat II-52, „Republikstraße II-52“) ist eine Hauptstraße (zweiter Ordnung) in Bulgarien.

## Verlauf
Die Straße zweigt von der Straße I-5 am südlichen Stadtrand von Russe (bulgarisch Русе) beim Bahnhof Dolapite nach Südwesten ab und führt über Pirgowo (Пиргово) und Metschka (Мечка) an das Südufer der Donau. Von dort ist sie auf 23 km entlang der Donau nicht ausgebaut. Erst in Kriwina (Кривина) wird sie wieder zur Asphaltstraße. Sie überquert den Fluss Jantra und erreicht Nowgrad (bulgarisch Новград). Von dort führt sie nach Wardim (Вардим), wo die Straße II-54 auf sie trifft, und weiter nach Swischtow (bulgarisch Свищов). Von dort verbindet eine Donaufähre mit dem rumänischen Zimnicea mit Anschluss an das Netz der rumänischen Nationalstraßen (Drum național 51). Die II-52 folgt der Donau, teils in einigem Abstand, flussaufwärts, führt südlich an Belene (Белеҥе) vorbei und endet an der Straße II-34 in Nikopol (bulgarisch Никопол), wo eine Donaufähre nach Turnu Măgurele in Rumänien und zur rumänischen Straße Drum național 52 führt.